# Malmens flygplats
Malmens flygplats (IATA: -, ICAO: ESCF) är en militär flygplats belägen vid Malmslätt i Linköping.

## Historia

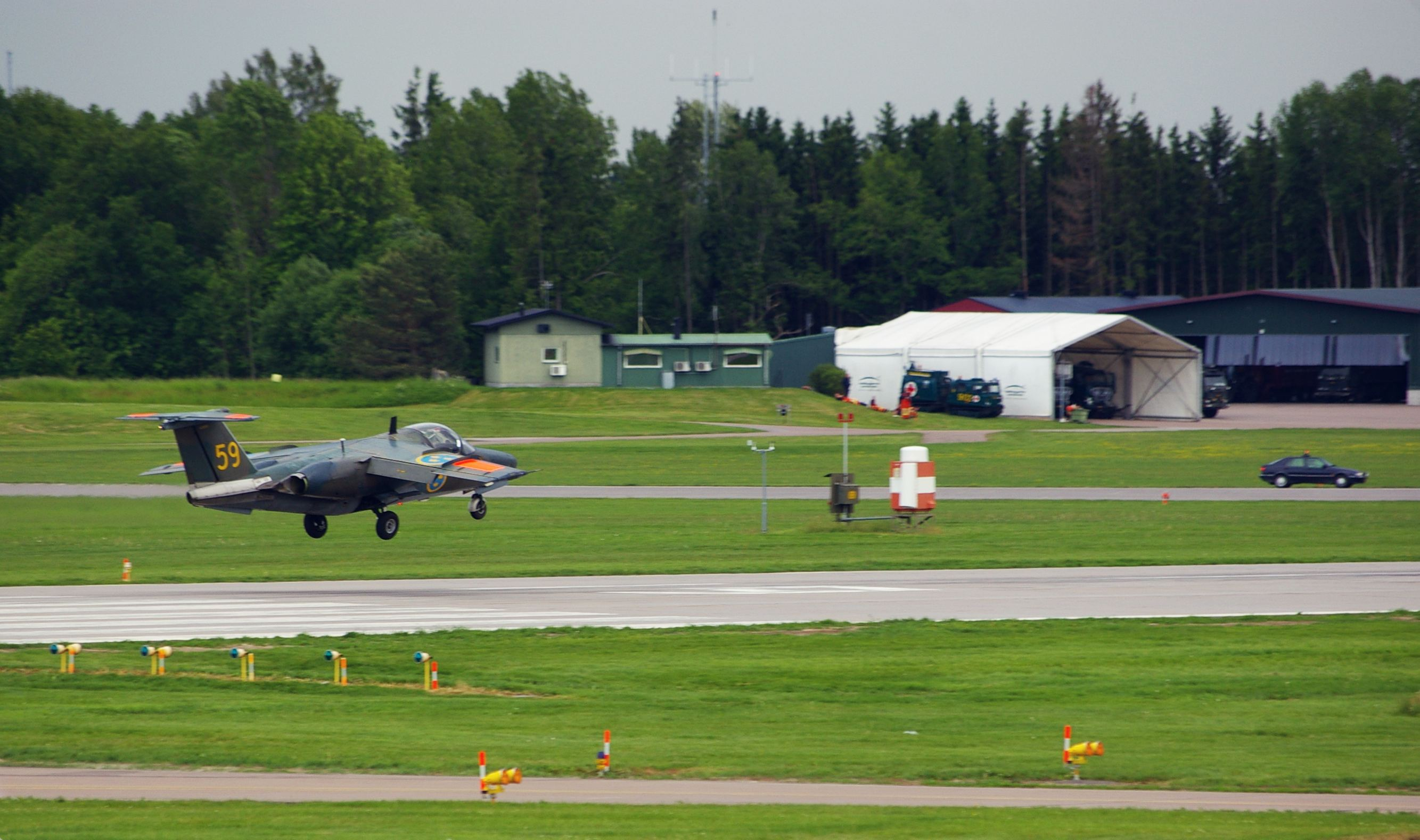
En SAAB 105/SK60 som landar på Malmen flygplats under flygets 100-årsjubileum.

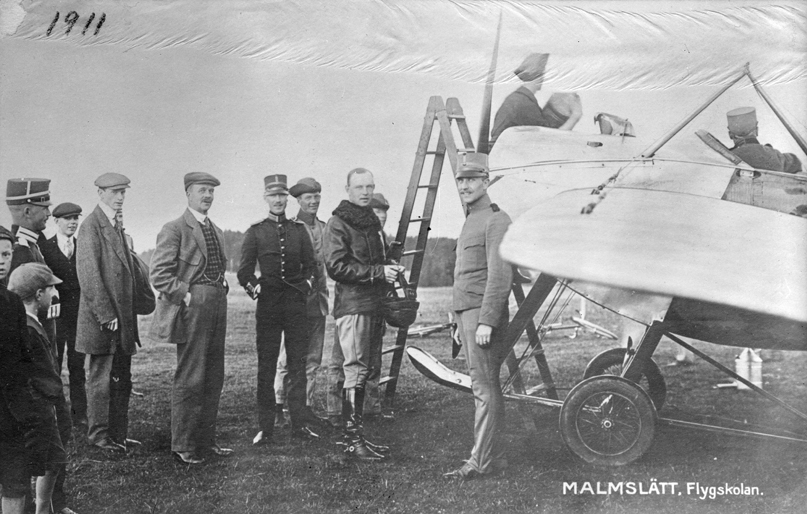
Carl Cederström m fl framför en Nieuport IV. Malmens flygskola, 1910-tal.

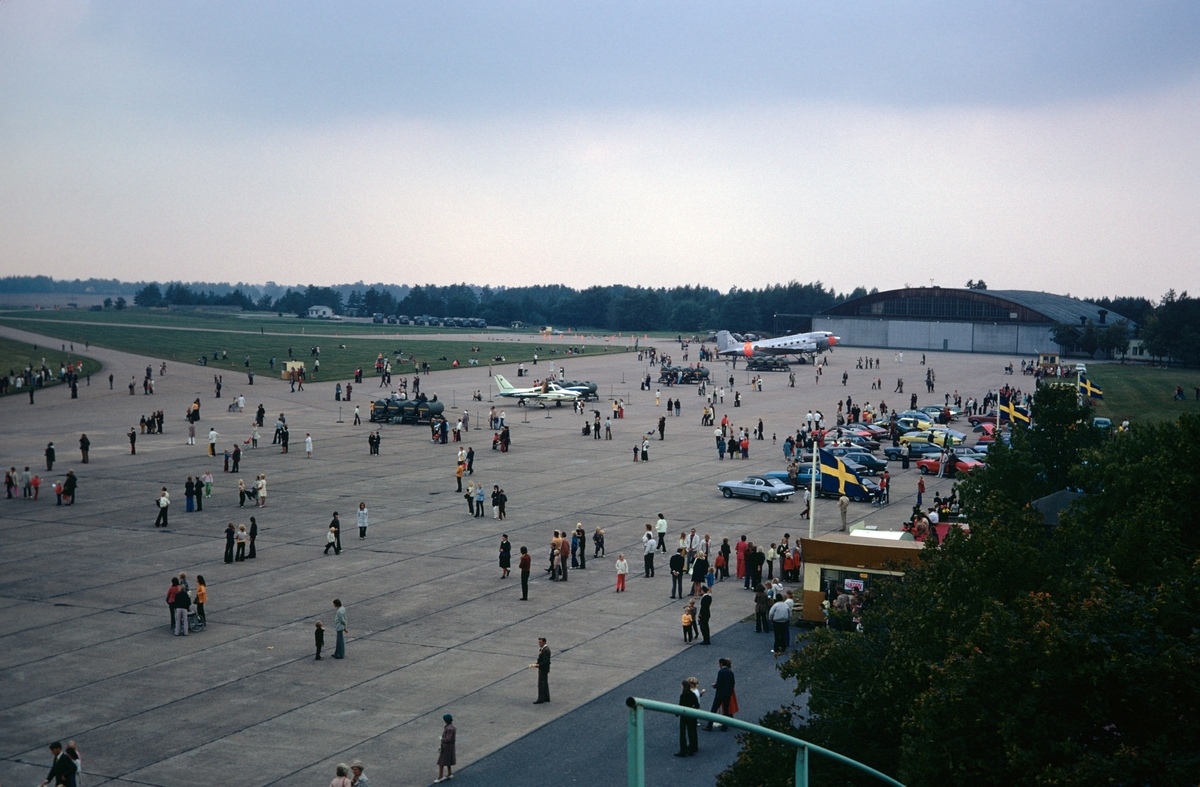
Flygdagen på Malmen 10 september 1972

Den militära verksamheten på Malmen har månghundraåriga anor, vilket kan läsas på minnessten utanför vakten: "Östergötlands söner hava å Malmen vapenövats till Sveriges försvar sedan Carl XI:s dagar." Den är därmed en av landets äldsta militära övningsplatser. Förbanden på platsen har genom åren varit många; från Östgöta fotfolk och Östgöta ryttare via Östgöta flygflottilj samt Östgöta arméflygbataljon (AF 2) till Helikopterflottiljen. Många av militärlägrets träbyggnader från senare delen av 1800-talet och dess parkmiljö i den norra delen av området är bevarade och används fortfarande, vilket är unikt för svenska förbandsområden.
Det har flugits på Malmen sedan 1911 när den svenska flygpionjären Carl Cederström uppvisningsflög här och tyckte att platsen var utmärkt för just flygverksamhet. 1913 etablerades en permanent militär bas för det nybildade Arméflyget.
Det första dödliga flyghaveriet i Sverige skedde på Malmen den 1 maj 1915. Då förolyckades Löjtnant Carl Elis Silow under en kontrollflygning av en Farman HF 20.
Till att börja med hade man tre flygplan, men samma år beviljade riksdagen 63 000 kr till Armén för att köpa in flygplan och för utbildning av flygare och mekaniker. Till en början användes två stora tält som hangarer, ett mindre tält som expedition och som verkstad en liten träbyggnad. 1927 byggdes den första permanenta hangaren.
Från Flygvapnets tillblivelse 1926 fram till 1974 låg här först Tredje flygkåren, sedermera Östgöta flygflottilj (F 3). Efter nedläggning som egen flygflottilj blev förbandet detachement till i tur och ordning, Bråvalla flygflottilj (F 13), Upplands flygflottilj (F 16) och numera Blekinge flygflottilj (F 17).
Under 2005-2007 gjordes om- och nybyggnationer för att klara de nya helikoptersystemen Helikopter 14 och Helikopter 15 (HKP 15). En befintlig hangar byggdes om för att inrymma HKP 15, samt en ny byggdes för Helikopter 14 (HKP 14). I samma tidsperiod byggdes även den befintliga helikopterplattan framför de båda hangarerna ut för att klara av den ökade mängden helikoptrar. Sedermera övertogs hangaren byggd för Helikopter 14 av Helikopter 16 (HKP 16), när HKP 16 systemet levererades till Malmen, fördelades HKP 14 till helikopterskvadronerna i Ronneby och i Luleå.
På Malmen har TSFD (Transport- och Specialflygdivisionen) vid Skaraborgs flygflottilj (F 7) sin signalspaningsenhet med Gulfstream IV samt flygvapnets båda radarspanings- och stridsledningsplan med den militära beteckningen S-100D Argus (i det civila Saab 340) med uppgifter inom transport, Open Skies och radarspaning/ledning med ASC 890 (Airborne Surveillance and Control, det vill säga flygburen radarspaning och ledning). 

## Verksamhet
Den militära verksamhet som för närvarande finns vid Malmen är:
- Helikopterflottiljen (Hkpflj) med Livgrenadjärgruppen
- Luftstridsskolan VU (LSS VU)
- Flygvapnets flygskola (FlygS)
- delar av Skaraborgs flygflottilj TSFD: signalspaningsenheten samt flygvapnets radarspanings- och stridsledningsplan
- delar av Materielsystemkontor Flyg (MSK Flyg)
- delar av Blekinge flygflottilj flygbasbataljon
- delar av Försvarsmedicincentrum (FöMedC)
- FMV Test & Evaluering (FMV T&E)[7]

I anslutning till Malmen finns även ett statligt museum och Flygets Hus:
- Flygvapenmuseum
- Flygets Hus, där bland annat Östergötlands Flyghistoriska Sällskap (ÖFS) har sitt kansli.[8] [9]

Civila företag på Malmen:
- Saab Support and Services
- GKN Aerospace Applied Composites AB
- Exova Materials Technology AB (ingenjörskonsult)
- Coor Managements Service AB
- QinetiQ Sweden AB (driver Flight Physiological Centre (FPC)[10] på uppdrag av FMV)

## Historiska förband
- 1816–1927: Första livgrenadjärregementet (I 4)
- 1816–1927: Andra livgrenadjärregementet (I 5)
- 1912–1926: Arméns flygskola
- 1912–1926: Flygkompaniet
- 1926–1936: Tredje flygkåren
- 1936–1974: Östgöta flygflottilj (F 3)
- 1967–1997: Målflygdivisionen (MFD)
- 1985–1998: Östgöta arméflygbataljon (AF 2)
- 1998–2004: Östgöta helikopterbataljon (4. hkpbat)
- 1998–2005: Helikopterstridsskolan

## Övrigt
Vid Malmen ligger Flygvapenmuseet. I museets omfattande föremålssamling finns flygplan, utrustning med mera som har använts inom militärt flyg. Det tillhörande biblioteket och arkivet innehåller litteratur, dokumentation, fotografier och personarkiv kring militär flygverksamhet. Här finns även en (enklare) Jas 39 Gripen-simulator.